# M.S. Narayana
M.S. Narayana właściwie Mailavarapu Surya Narayana (ur. 9 maja 1950 lub 16 kwietnia 1951, zm. 23 stycznia 2015) – indyjski aktor i reżyser filmowy.
Urodził się w Vishakhapatnam, bądź, jak podają inne źródła, w Nidamarru. Wykładał telugu w K.G.R.L College w Bheemavaram. Pracę w Tollywood rozpoczął stosunkowo późno, bo w 1995 (zadebiutował w filmie Pedarayudu). Był jednym z najbardziej cenionych aktorów komediowych w przemyśle filmowym w telugu. Wystąpił w przeszło 700 filmach. Wyreżyserował Koduku (2004) i Bhajanthreelu (2007). Okazjonalnie użyczał swego głosu w piosenkach filmowych. Wyróżniony między innymi Nandi Award za najlepszą komediową rolę męską (2011) oraz Filmfare Award dla najlepszej drugoplanowej roli męskiej (telugu). Bywał nazywany królem komedii.